# Stadtwerke Willich
Die Stadtwerke Willich GmbH (kurz stw) sind das Wasser-, Gas-, Stromversorgungsunternehmen und Versorger für Wärme und Straßenbeleuchtung für Willich. Das Versorgungsgebiet der Stadtwerke umfasst eine Fläche von 68 km² mit den Ortsteilen Willich, Anrath, Schiefbahn und Neersen.

## Geschichte
Am 2. Oktober 1897 wurde das Gemeinde-Gaswerk im Eigenbetrieb der Gemeinde Willich gegründet. Bis 1936 versorgte das Gemeinde-Gaswerk die Willicher mit selbst erzeugtem Kokereigas. Dann bezogen die Willicher Ferngas von der Ruhrgas AG.
Im Rahmen der kommunalen Neugliederung am 1. Januar 1970 (es wurden die Gemeinden Anrath, Neersen, Schiefbahn und Willich zur Stadt Willich zusammengefasst) wurde das Gemeinde-Gaswerk in Stadtwerke Willich umbenannt. Mit Eintragung ins Handelsregister wurden die Stadtwerke Willich am 29. Mai 1973 zur Stadtwerke Willich GmbH.
1987 kauften die Stadtwerke das Verwaltungsgebäude der Hannen-Brauerei, bauten es um und bezogen es im Herbst 1988. 2008 ist der Stadtwerke Service Meerbusch Willich GmbH & Co. KG (SG) als gemeinsamer Dienstleister für stw und wbm Wirtschaftsbetriebe Meerbusch GmbH gegründet wurde.
Am 4. März 2016 wurde ein neues Kundencenter an der Peterstraße in Willich eröffnet.
Ab 16. Dezember 2022 sind die Stadtwerke Willich und Service Center in das neue Firmengebäude an der Gießerallee 24, 47877 Willich umgezogen.

## Beteiligungen
Die Stadtwerke Willich halten unter anderem folgende Beteiligungen:
- Stadtwerke Service Meerbusch Willich GmbH & Co. KG, Willich
- Stadtwerke Service Verwaltungs GmbH, Willich
- MWEnergy GmbH, Willich

## Gesellschafter
Die Stadtwerke  Willich sind überwiegend in kommunaler Hand. Die Gesellschafter setzen sich wie folgt zusammen:
- Stadt Willich 64,0 %
- Wasserwerk Willich GmbH 18,3 %
- Stadtwerke Neuss Energie & Wasser Beteiligungs-GmbH 17,7 %

## Dienstleistungen

### Stromversorgung
1996 die Übernahme des Stromnetzes von der RWE. Die Stadtwerke haben ihr Stromnetz in Willich für den Zeitraum vom 1. Januar 2011 bis zum 31. Dezember 2018 an die Westnetz GmbH verpachtet.

### Gasversorgung
Die Stadtwerke unterhalten das Rohrnetz für die Erdgasversorgung in allen Willicher Stadtteilen mit einer Gesamtlänge von circa 200 km.

### Wasserversorgung
Das Trinkwassernetz hat eine Länge von 208 km, hierüber werden jährlich etwa 2,2 Mio. m³ Wasser abgegeben.
Die Einspeisung erfolgt von den Wasserwerken Fellerhöfe der Stadtwerke Willich. Das Wasserwerk bezieht das Trinkwasser aus dem Grundwasser und stellt über Enthärtungsanlagen eine Wasserhärte von 2 (weich) ein.

### Straßenbeleuchtung
Die Stadtwerke sind auch für die Straßenbeleuchtung in Willich zuständig. Insgesamt über 7.500 Leuchten werden gewartet, gereinigt und bei Bedarf repariert.

### Elektromobilität
Die Stadtwerke Willich beteiligen sich an Ausbau und Betrieb öffentlicher Ladeinfrastruktur für Elektromobilität in Willich.

### Abwasser
Die Stadtwerke rechnen das Abwasser für die Stadt Willich ab.